# Mbuna černosiná
Mbuna černosiná (Pseudotropheus cyaneorhabdos) je druh tlamovce endemický v jezeře Malawi, kde je znám pouze z okolí ostrova Likoma, kde preferuje skalnaté substráty v hloubkách 5 až 10 metrů. Tento druh může dorůst do délky 7,5 centimetru. Tento tlamovec, známý také jako Maingano, je často zaměňován s mbunou Johannovou (Pseudotropheus johannii). Jedním z důležitých rozlišovacích znaků je, že samice nejsou oranžové, zatímco samice mbuny Johannové ano. Samci i samice mbuny černosiné jsou zbarveni stejně; samci však mohou mít intenzivnější zbarvení, zejména u dominantních nebo sexuálně aktivních samců. Dalším klíčovým rysem, který odlišuje mbunu černosinou od mbuny Johannové, je absence svislých pruhů. Vodorovné pruhy mbuny černosiné byly použity ke studiu genetické kontroly fenotypových rysů, jako je zbarvení. Jde o kriticky ohrožený druh, a to především díky své popularitě jako akvarijní ryby.